# Visie (EO)
Visie is een wekelijks verschijnende programmagids van de Nederlandse Evangelische Omroep. Het blad bestaat sinds 1970. 
De gids bevat persoonlijke verhalen, christelijk nieuws, mediatips en verdiepende thema's.
Visie wordt geproduceerd door BDUvakmedia.

## Oplagecijfers
- 2006: 159.000
- 2011: 127.000[1]
- 2016: 95.116
- 2020: 73.511[2]
- 2022: 64.598